# John Stillings
John Stuart Stillings (* 23. Juli 1955 in Sedro-Woolley) ist ein ehemaliger Steuermann im Rudern aus den Vereinigten Staaten, der 1984 Olympiazweiter im Vierer mit Steuermann war und 1983 und 2003 mit dem Achter bei den Panamerikanischen Spielen gewann.

## Sportliche Karriere
Der 1,74 m große John Stillings war Steuermann der Huskies, des Sportteams der University of Washington. 1977 siegte er mit dem Achter der Huskies bei der Henley Royal Regatta. Nach seinem Studium schloss sich Stillings dem Vesper Boat Club in Philadelphia an. Bei den Weltmeisterschaften 1980 belegte er mit dem Leichtgewichts-Achter den vierten Platz. 1983 siegte er mit dem Achter bei den Panamerikanischen Spielen in Caracas. 
Bei den Olympischen Spielen 1984 in Los Angeles erreichten Thomas Kiefer, Gregory Springer, Michael Bach, Edward Ives und John Stillings im Vorlauf das Ziel als Zweite hinter den Briten und im Hoffnungslauf als Zweite hinter den Neuseeländern. Im Finale siegten die Briten mit anderthalb Sekunden Vorsprung vor den Amerikanern, die ihrerseits über drei Sekunden Vorsprung auf die drittplatzierten Neuseeländer hatten. Bei den Weltmeisterschaften 1985 in Hazewinkel belegte Stillings den fünften Platz im gesteuerten Vierer. Achtzehn Jahre später trat Stillings noch einmal in der Nationalmannschaft an und gewann mit dem Achter Gold bei den Panamerikanischen Spielen 2003 in Santo Domingo.
John Stillings ist Künstler und arbeitet im Nordwesten der Vereinigten Staaten. Er ist verheiratet mit der Olympiasiegerin Betsy Beard.